# PS General Slocum
O PS General Slocum foi um barco a vapor de passageiros, construído no Brooklyn, Nova York, em 1891. Durante sua história de serviço ele esteve envolvido em vários acidentes, incluindo múltiplos ataques e colisões.
Em 15 de junho de 1904, o General Slocum pegou fogo e afundou no rio East da cidade de Nova York. No momento do acidente, ela estava carregando membros da Igreja Evangélica Luterana de São Marcos (alemães de Little Germany, Manhattan) para um piquenique da igreja. Estima-se que 1 021 das 1 342 pessoas a bordo morreram. O desastre do General Slocum foi o pior desastre de Nova York em termos de perda de vidas até os ataques de 11 de setembro de 2001. É o pior desastre marítimo da história da cidade, sendo o segundo pior desastre marítimo em vias navegáveis dos Estados Unidos. Os eventos em torno do incêndio do General Slocum foram explorados em vários livros, peças e filmes.

## Construção e design
O PS General Slocum foi construído por Divine Burtis, Jr., um construtor de barcos do Brooklyn que recebeu o contrato em 15 de fevereiro de 1891. Sua quilha tinha 72 m de comprimento e o casco 11,4 m de largura construído de carvalho branco e pinheiro amarelo. O General Slocum pesava 1 284 toneladas brutas, e teve uma profundidade de casco de 3,7 m. Ele foi construído com três pavimentos, três compartimentos estanques e 250 luzes elétricas.
O General Slocum foi alimentado por uma máquina de vapor de feixe vertical de um cilindro, de superfície, com um furo de 53 polegadas e um golpe de 12 pés, construído por W. & A. Fletcher Company, de Hoboken, Nova Jersey. O vapor foi fornecido por duas caldeiras a uma pressão de trabalho de 52 psi. Cada roda lateral tinha 26 pás e 9,4 m de diâmetro. Sua velocidade máxima era de cerca de 16 nós (30 km/h). O navio costumava ser tripulado por uma equipe de 22 pessoas, incluindo o capitão William H. Van Schaick e dois pilotos.

## Histórico de serviço

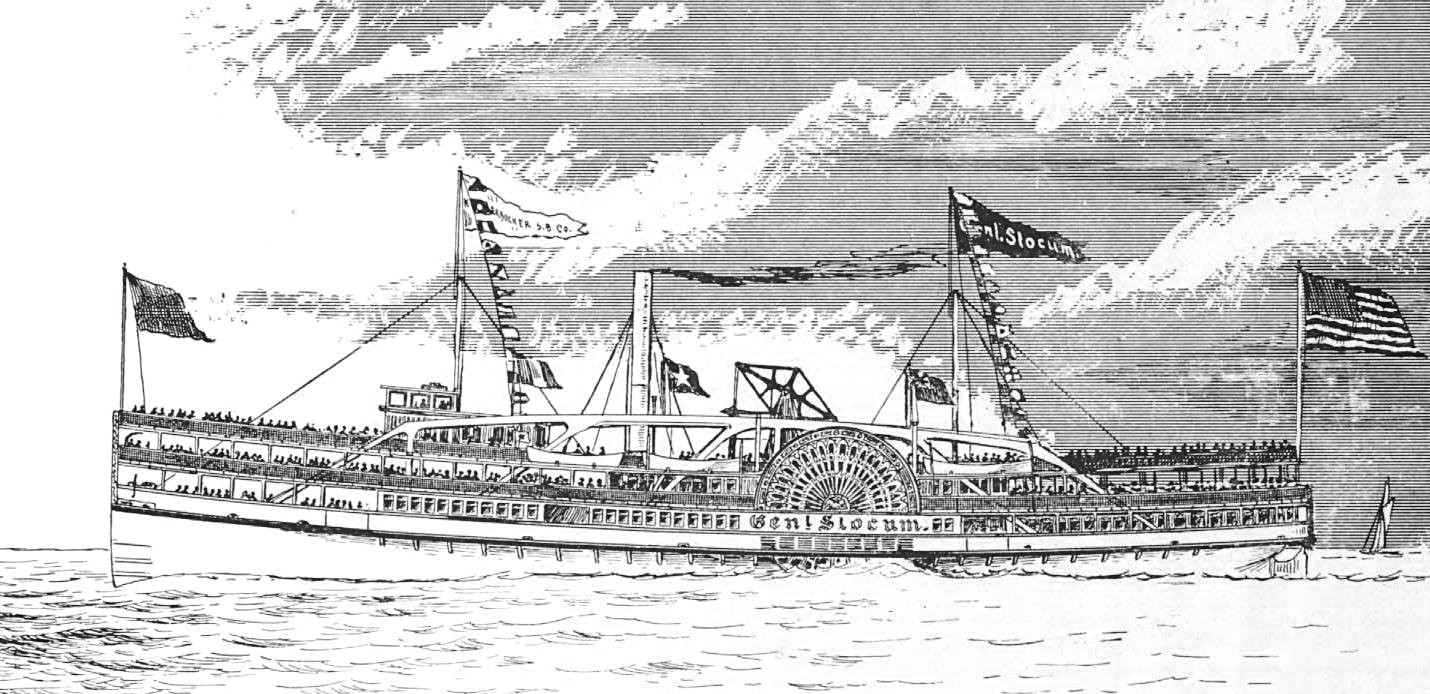
Desenho de Samuel Ward Stanton

O general Slocum foi nomeado para Civil War Americana. Ele operou na área da cidade de Nova York como um vaporizador de excursão para nos 13 anos seguintes sob a mesma propriedade.
O general Slocum experimentou uma série de percalços após seu lançamento em 1891. Quatro meses após seu lançamento, ele encalhou em Rockaway. Os rebocadores tiveram que ser usados para liberá-lo.
Ocorreram vários incidentes durante 1894. Em 29 de julho, ao retornar de Rockaway com cerca de 4 700 passageiros, o general Slocum atingiu um banco de areia com força suficiente para que o gerador elétrico fosse danificado. No mês seguinte, o general Slocum encalhou em Coney Island durante uma tempestade. Neste processo, os passageiros tiveram que ser transferidos para outro navio. Em setembro de 1894, o general Slocum colidiu no East River, acabando por sofrer danos substanciais em sua direção.
Em julho de 1898, outra colisão ocorreu quando o General Slocum colidiu com o Amelia perto do Battery Park. Em 17 de agosto de 1901, ao carregar o que foi descrito como 900 anarquistas intoxicados de Paterson, Nova Jersey, alguns dos passageiros iniciaram uma revolta a bordo e tentaram assumir o controle do navio. A equipe lutou e manteve o controle do navio. O capitão encostou o navio no cais da polícia e 17 homens foram detidos pela polícia.
Em junho de 1902, General Slocum encalhou com 400 passageiros a bordo. Com o navio incapaz de ser liberado, os passageiros tiveram que acampar durante a noite enquanto o navio permanecia preso.

## Desastre de 1904

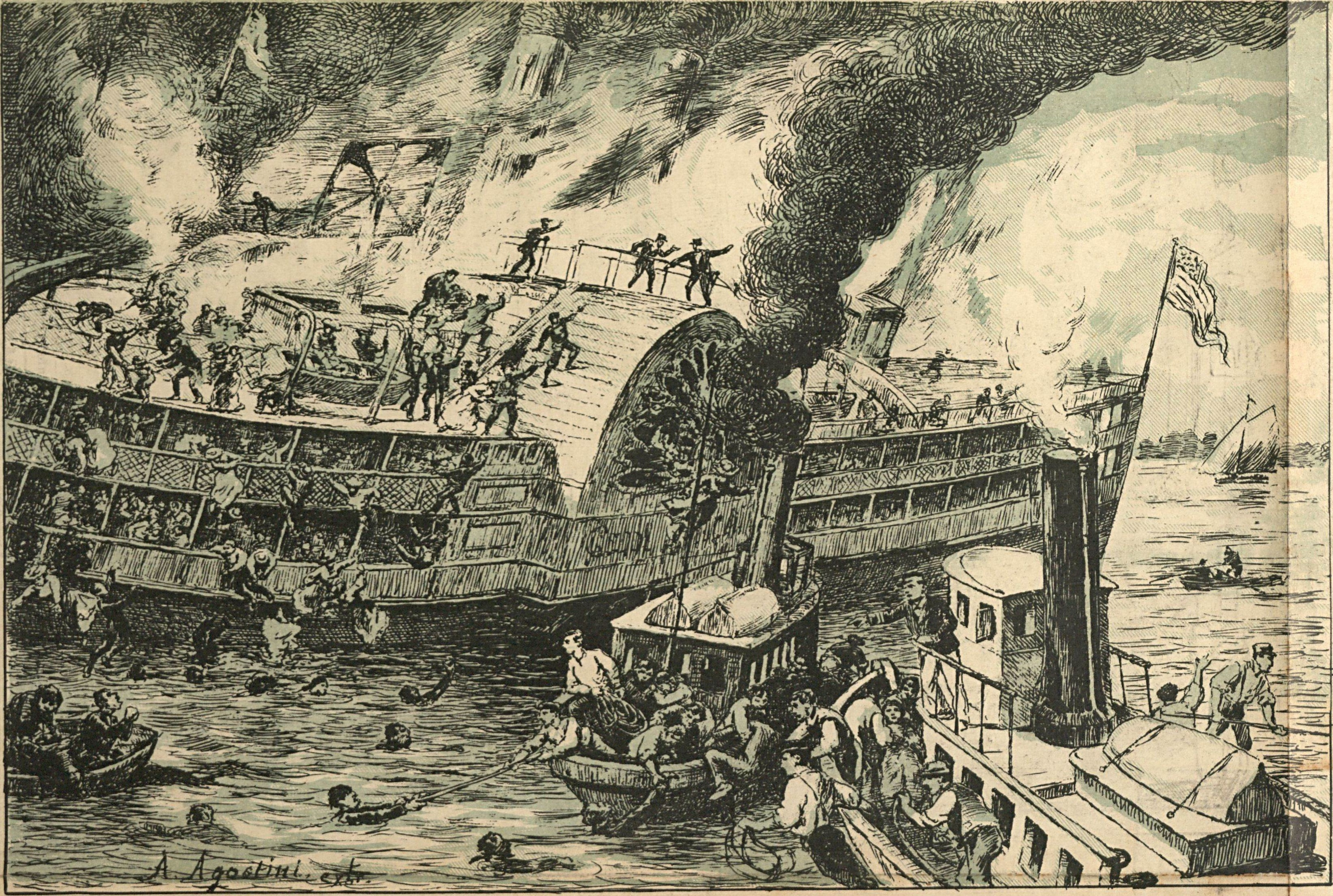
A grande catástrofe do vapor de passeio General Slocum. Morte horrível de 1 200 pessoas (Angelo Agostini, O Malho, 1904).

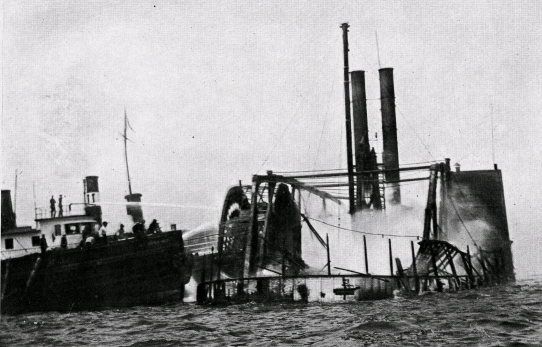
Bombeiros trabalham para apagar o fogo no General Slocum

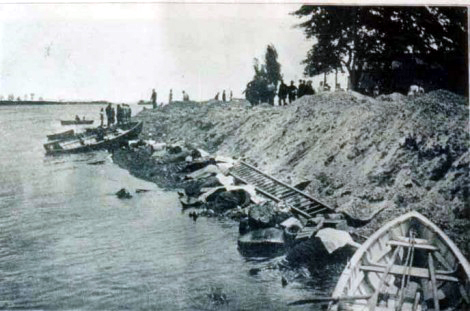
As vítimas do General Slocum foram lavadas para a North Brother Island.

O general Slocum trabalhou como um navio de passageiros, levando as pessoas a passear pela cidade de Nova York. Na quarta-feira, 15 de junho de 1904, o navio tinha sido fretado por US$ 350 dólares pela Igreja Evangélica Luterana de São Marcos, no distrito de Little Germany, em Manhattan. Este foi um rito anual para o grupo, que realizou a viagem por 17 anos consecutivos, um período em que os colonos alemães se mudaram de Little Germany para o Upper East e West Sides. Mais de 1 400 passageiros, a maioria mulheres e crianças, embarcaram no General Slocum, que era para subir o rio East e depois ir para o leste através do Estuário de Long Island para Locust Grove, um local de piquenique no Eatons Neck, Long Island.
O navio iniciou a viagem às 9h30 da manhã. À medida que passava em direção à East 90th Street, um incêndio começou na sala de lâmpadas na seção de frente, possivelmente causada por um cigarro descartado ou uma faísca. Foi alimentado pela palha, trapos oleosos e óleo de lâmpada espalhados pela sala. O primeiro aviso de um incêndio foi às 10h00 da manhã; As testemunhas oculares alegaram que o incêndio inicial começou em vários locais, incluindo um armário de tinta cheio de líquidos inflamáveis e uma cabine cheia de gasolina. O capitão Van Schaick não foi notificado até 10 minutos após a descoberta do incêndio. Um menino de 12 anos tentou avisá-lo mais cedo, mas ele não acreditou.
Embora o capitão tenha sido responsável pela segurança dos passageiros, os proprietários não fizeram nenhum esforço para manter ou substituir o equipamento de segurança do navio. As mangueiras de incêndio estavam velhas e apodrecidas, e se desfaziam quando a tripulação tentou apagar o fogo. A equipe nunca praticou um treinamento de incêndio, e os botes salva-vidas estavam amarrados e inacessíveis. (Alguns afirmam que foram conectados e pintados no local.) Sobreviventes relataram que os salva-vidas eram inúteis e se despedaçavam nas mãos. Mães desesperadas colocaram coletes salva-vidas em seus filhos e os jogaram na água, apenas para assistir com horror quando seus filhos afundaram em vez de flutuar. A maioria dos que estavam a bordo eram mulheres e crianças que, como a maioria dos americanos da época, não podiam nadar; As vítimas descobriram que suas roupas pesadas de lã absorviam a água e os afundava no rio.
Sugeriu-se que o gerente do fabricante dos coletes salva-vidas tivesse colocado barras de ferro dentro deles para atender aos requisitos mínimos de peso no momento. Muitos dos preservadores de vida tinham sido preenchidos com cortiça granulada barata de menor eficácia e levados ao peso adequado pela inclusão dos pesos de ferro. As capas de lona, apodrecidas com a idade, dividem e dispersam a cortiça em pó. Os gerentes da empresa (Nonpareil Cork Works) foram indiciados, mas não condenados. Os salva-vidas tinham sido fabricados em 1891 e ficavam acima do convés, desprotegidos dos elementos danificadores, por 13 anos.

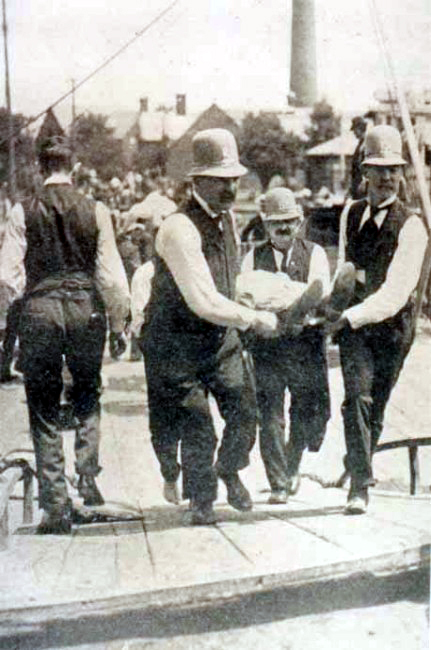
Corpos são carregados para a North Brother Island

O capitão Van Schaick decidiu continuar seu curso em vez de retornar com o navio ou parar em um local mais próximo. Ao receber mais ação do vento e não ancorar imediatamente o navio, ele fez com que o fogo aumentasse. Van Schaick argumentou mais tarde que estava tentando evitar que o fogo se espalhasse para os edifícios na margem do rio e tanques de petróleo. A tinta inflamável também ajudou o fogo a se espalhar sem controle. Muitos morreram quando os pisos do barco sobrecarregado entraram em colapso; outros foram abatidos pelas pás do navio ainda em movimento enquanto tentavam escapar para a água.
Quando o general Slocum afundou em águas rasas na North and South Brother Islands, logo na saída da costa do Bronx, cerca de 1 021 pessoas morreram ou se afogaram. Havia 321 sobreviventes. Cinco dos 40 membros da equipe morreram.
O Relatório da Guarda Costeira de 1904 estimou os seguintes números de vítimas de um total de 1 388 pessoas no desastre:
| Condição                    | Passageiros | Tripulação |
| --------------------------- | ----------- | ---------- |
| Total                       | 1 358       | 30         |
| Adultos                     | 613         |            |
| Crianças                    | 745         |            |
| Mortos                      | 893         | 2          |
| Faltando / não identificado | 62          |            |
| Feridos                     | 175         | 5          |
| Sem lesões                  | 228         | 23         |

O capitão perdeu a visão de um olho devido ao fogo. Os relatórios indicam que o capitão Van Schaick desertava do general Slocum assim que o fogo se instalou, saltando para um rebocador, juntamente com vários outros membros da tripulação. Alguns dizem que seu casaco não estava amassado, mas outros relatos declararam que ele estava gravemente ferido. Ele foi internado no Bronx-Lebanon Hospital Center.
Muitos atos de heroísmo foram cometidos pelos passageiros, testemunhas e pessoal de emergência. O pessoal e os pacientes do hospital da Ilha North Brother participaram dos esforços de resgate, formando cadeias humanas e retirando as vítimas da água.

## Investigação
Oito pessoas foram indiciadas por um grande júri federal após o desastre: o capitão; dois inspetores; e o presidente, o secretário, o tesoureiro e o comodoro da Knickerbocker Steamship Company. Somente o capitão Van Schaick foi condenado. Ele foi considerado culpado por uma das três acusações: negligência criminal, por não ter manipuladores de fogo adequados e extintores de incêndio. O júri não conseguiu chegar a um veredicto sobre os outros dois acusados de homicídio culposo. Ele foi condenado a 10 anos de prisão e passou três anos e seis meses na prisão Sing Sing antes de ser libertado. O presidente Theodore Roosevelt se recusou a perdoar o capitão Van Schaick. Ele ficou preso até receber liberdade condicional federal sob o governo de William Howard Taft em 26 de agosto de 1911. Ele foi perdoado pelo presidente Taft em 19 de dezembro de 1912; O perdão entrou em vigor no dia de Natal. Após sua morte em 1927, Schaick foi enterrado no Cemitério de Oakwood (Troy, Nova York).

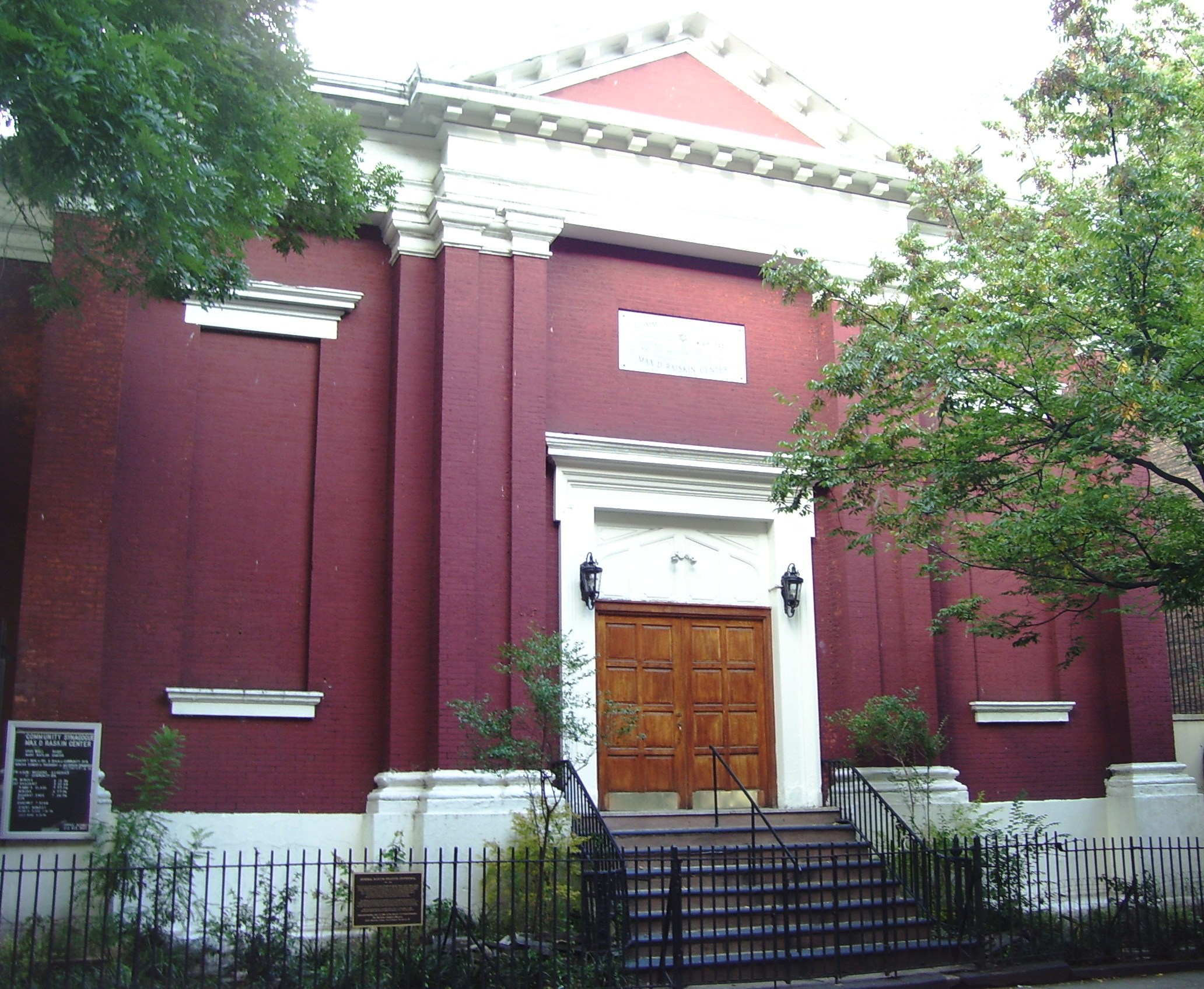
A Igreja Evangélica Luterana foi convertida em sinagoga devido a mudanças demográficas no bairro.

A Knickerbocker Steamship Company, que era proprietária do navio, pagou uma multa relativamente pequena, apesar da evidência de que eles poderiam ter falsificado registros de inspeção. O desastre motivou a regulamentação federal e estadual para melhorar o equipamento de emergência em navios de passageiros.
O bairro de Little Germany, que estava em declínio há algum tempo antes do desastre quando os residentes se mudaram para o norte, quase desapareceu depois do ocorrido. Com o trauma e os argumentos que seguiram a tragédia e a perda de muitos colonos proeminentes, a maioria dos alemães luteranos que permaneceram no Lower East Side finalmente se mudou para o norte. A igreja, cuja congregação fretou o navio para a fatídica viagem, foi convertida em sinagoga em 1940, depois que a área foi instalada por residentes judeus.
As vítimas foram enterradas em cemitérios em torno de Nova York, com 58 vítimas identificadas enterradas no Cemitério de Evergreens no Brooklyn. Muitas vítimas foram enterradas no cemitério luterano em Middle Village, Queens (atualmente chamado de Lutheran All Faiths Cemetery), onde uma cerimônia de memorial é realizada todos os anos.
Em 1906, um memorial em forma de fonte feito de mármore foi instalado na parte norte central do Tompkins Square Park em Manhattan pela Sociedade de Simpatia de Senhoras Alemãs, com a inscrição: "Eles são os filhos mais puros da Terra, jovens e justos".
Os restos do General Slocum foram recuperados e convertidos em uma barcaça chamada de Maryland, que afundou sem perda de vidas no Oceano Atlântico, na costa sudeste de Nova Jersey perto de Strathmere e Sea Isle City, durante uma tempestade em 4 de dezembro de 1911, enquanto carregava uma carga de carvão.

## Sobreviventes
Em 26 de janeiro de 2004, o último passageiro sobrevivente do General Slocum, Adella Wotherspoon, morreu aos 100 anos de idade. No momento do desastre, ela era uma criança de seis meses de idade. Wotherspoon foi a mais nova sobrevivente da tragédia que levou a vida de suas duas irmãs mais velhas. Quando tinha um ano de idade, ela participou da inauguração do Steamboat Fire Memorial em 15 de junho de 1905, no Lutheran All Faiths Cemetery, em Middle Village, Queens. Antes da morte de Wotherspoon, a sobrevivente mais velha anterior era Catherine Connelly (1893-2002) que tinha 11 anos no momento do acidente.